# ブザー・ビート〜崖っぷちのヒーロー〜
『ブザー・ビート〜崖っぷちのヒーロー〜』（ブザー ビート がけっぷちのヒーロー）は、2009年7月13日から9月21日まで、フジテレビ系の「月9」枠で放送されたテレビドラマ。主演は山下智久（当時NEWS）。

## 概要
『プロポーズ大作戦』以来、約2年ぶりに月9主演となった山下智久と、『太陽と海の教室』以来、約1年ぶりの月9出演となる北川景子が初共演。はんにゃは本作が初の連続ドラマレギュラー出演となる。また日本バスケットボールリーグ（JBL）と日本プロバスケットボールリーグ（bjリーグ）が全面協力し、両リーグで活躍する選手も多数出演している。
なお、ドラマタイトル及び作中でブザー・ビートとは「試合終了のブザーが鳴るのと同時に放たれて決まるシュート」のことと説明されているが、このドラマだけの造語であり、実際にはブザー・ビートという言葉はない。正しくは「ブザービーター（buzzer beater）」である。
キャッチコピーは、「恋は人を強くする。」

## あらすじ
プロフェッショナルバスケットボールアソシエーション（PBA）に参加するプロバスケットボールチーム「JC ARCS（ジェイシー・アークス）」に所属する直輝は、プロになってから本番のプレッシャーに弱く、試合では本来の実力をなかなか発揮できずにいた。年俸も下がり、結婚を考えている恋人の菜月にも、ハッキリとした態度を示せないでいた。
一方、書店でアルバイトしながら、プロのバイオリニストを目指す莉子もまた、理想と現実のギャップに悩み始めていた。ある日、偶然知り合ったこの二人を中心に、菜月やチームのヘッドコーチ・川崎、さらに海外から移籍してきたライバルの廉や、莉子の友人・麻衣が絡み、それぞれの友情や恋愛のストーリーが展開されていく。

## キャスト

### 主要人物
上矢直輝〈24〉
演 - 山下智久（当時NEWS）（少年時代：水上裕望・第2話）
本作の主人公。シューティングガード。東京都出身。血液型・A型。小学生の頃にブザービートをきめたことが切っ掛けでバスケの選手になることを誓い、中学・高校さらには文京大学で活躍後、2年前にチームに入団するが、学生時代とは違いなかなか実力を発揮できないでいる。2008 - 2009シーズンオフには来季の年俸を30%ダウンで提示される。スリーポイントシュートを得意とするがプレッシャーに弱く、肝心な所で失敗することが多い。
大人しく落ち着いており、バスの車内でお年寄りに席を譲ってあげるなどの心優しさを持つ。両親の離婚後、女系家族で育ったためか経済観念がしっかりとしていて、掃除や料理が得意。特に直輝の作るフレンチトーストは上矢家のみんなが大好きである。恋人の菜月とは結婚をしたいと考えるも、自信がないために菜月には伝えられずにいた。しかし偶然菜月と廉がキスしているのを目撃してしまい、菜月に裏切られたと思い深く傷つき、別れを告げた。
その一方、夜中によく練習をする公園で、近くに住む莉子と出会い親しくなる。莉子の演奏が好き。莉子のことは友人と見ていたが、菜月との別れにショックを受けて涙していたことを心配し、夜を徹して東京から御殿場の合宿所に駆けつけたり、感情を素直に表現し始めた莉子への友情が徐々に愛情へと発展。莉子の誕生日の夜、思いの丈を叫んだ莉子の部屋でキスを交わし、互いの気持ちを確かめ合う仲となる。合宿中に川崎との練習試合に負けた罰として合宿所周辺の30周ランニングをしていた際に、右足首が関節内遊離体になってしまう。2009 - 2010シーズンの開幕直前の練習中に足首を痛め、遊離体除去の手術を受けた。その後、リハビリを経て復帰を果たし、チームの優勝に大きく貢献した。
白河莉子〈23 → 24〉
演 - 北川景子
本作のヒロイン。1985年8月24日生まれ。山梨県出身。星音楽大学を卒業後、プロのバイオリニストを目指しながら書店でアルバイトし、麻衣とルームシェアしている。思ったことははっきりと言う気丈さを持ち、行動的な一面がある。掃除や整理整頓、裁縫が苦手で、部屋に居る時は服を脱ぎ散らかすなどルーズなため、秀治からは「シャープなんだけどダラしない」と言われてしまう。好きだった男性に二股をかけられた経験が高校時代と大学時代に二度あり、そのトラウマから男性不信になっている。絶対音感の持ち主。
あることがきっかけで出会った川崎に好意を抱き、初めは相手の積極的なアプローチに戸惑っていたが、相手からの告白を受け入れ、恋人同士となる。だが、夜中にバスケの練習をしている直輝と出会い、初めはお互いに名前も知らないまま親しくなり、バスケに対する真剣な思いから直輝のファン第一号を宣言し、次第に直輝のことが好きになる。試合で直輝が上手くプレー出来ていないことに怒って叱責するなど、直輝のこととなると行動的な一面がハッキリと出る。会員制バーでバイオリン演奏のアルバイトも始めたが、客たちのいる前で八尾に酷評されたのが原因でクビになる。そして夢を諦めて実家に帰ろうとしたが、叱咤した八尾に可能性を見出され、バイオリン奏者に欠員の出た演奏会に出演。さらに演奏会の大成功により、軽井沢で活動する財団主催の東都ユースオーケストラに誘われた。
七海菜月〈24〉
演 - 相武紗季
JC MINXのキャプテン。普段は日本コンストラクション株式会社総務部勤務。直輝の恋人でしっかり者で礼儀正しく、後輩達や上矢家からも好印象を持たれている反面、クールで現実的な一面を持ち、普段は本当の自分を表に出しておらず、内心では煮え切らない態度の直輝に対し、じれったい思いをしながらも相手のことは想っていた。自分の本心を見抜き、近付いてきた代々木廉と関係を持ち、廉とキスをしているところを直輝に目撃されてしまい、ショックを受けた直輝から別れを告げられる。しかし直輝のことを忘れられず、しおんに乗り換えた廉に愛想が尽きた時、足利のお供で出向いた会員制バーで偶然会った莉子に近づき、直輝との関係を責め、不安な状況に追い込む。また、セブンスターを吸う愛煙家だが、直輝と別れてからの物語後半以降は禁煙している。最終話で宇都宮に告白され、交際を始める。
海老名麻衣〈24〉
演 - 貫地谷しほり
莉子の親友でルームメイト。オーケストラに所属するフルーティスト（莉子も同じ楽団のオーディションを受けたが不合格）で、莉子と同じ書店でアルバイトしている。莉子とは対照的にしっかり者で、部屋は綺麗にするタイプ。女を磨くことには真剣で、かなりの化粧品を持っている。秀治曰く「ほんわかとしているが、意外と厳しい」。実家でコッカー・スパニエルを飼っている。当初は川崎を通じて知り合った宇都宮に好意を抱いていたが、次第に秀治に惹かれていき、恋人になる。菜月を目の敵にしている。
川崎智哉〈32〉
演 - 伊藤英明
JC ARCSのヘッドコーチ。2年前に膝の怪我もあって現役を引退。あることがきっかけで出会った莉子に一目惚れをする。恋愛には積極的で、本人曰く「せっかち」。莉子に積極的なアプローチをし、告白をして恋人同士となる。だが、直輝を好きになったことを莉子に告白されても諦めない、しぶとい性格でもある。合宿中、直輝の元に駆けつけた莉子と直輝が一緒にいるところを偶然目撃して以降、彼に対する嫉妬心を抱き、急遽練習試合を計画して自らもプレーに参加。この時「自分のチームに負けたら合宿所周辺の30周ランニング」という罰を作るが、それが直輝の関節内剥離を引き起こす原因になってしまう。出張先のボストンから帰国後、莉子と直輝から互いに好きなことをそれぞれ告げられ、潔く身を引いた。
　なお、伊藤は本作品においてカツラを装着して演じていたことを放送15年後に明らかにしている。

### プロバスケットボールチーム「JC ARCS」
秦野秀治〈22〉
演 - 溝端淳平
シューティングガード→ガード。和歌山県出身（演じる溝端自身も和歌山県出身である）。直輝に憧れてチームに入団。しかし、なかなかレギュラーに入れてもらえない為、自分のプレーに自信が持てない。明るく人懐っこい性格。住んでいたアパートを追い出されたため、紆余曲折を経て莉子と麻衣の住むマンションの納戸で居候を始めるが、やがて麻衣に好意を抱くようになり、その後、麻衣に告白をし、付き合い始める。ふとしたときに方言が出る。へそフェチ。
代々木廉〈25〉
演 - 金子ノブアキ（RIZE）
フォワード→シューティングガード。神奈川県出身。海外で活躍後、2008 - 2009シーズンオフにJC ARCSに移籍。どこか飄々としながらもプライドが高く、個人主義であるため、協調性に欠ける。直輝に不満を抱く菜月の本心を見抜き、積極的なアプローチをかけながら強引に近づき関係を持つが、しおんにもアプローチをかけている。実は前に試合で直輝と会っており、そのときに相手に負けたため、相手に対して強いライバル心を抱いている。菜月に近付いたのは、直輝の恋人ということが含まれている。最終的に直輝と和解し、ガードのコンビになる。
守口修斗〈28〉
演 - 青木崇高
センター兼フォワード→パワーフォワード。埼玉県出身。妻の留美と息子の守がいる。
宇都宮透〈29〉
演 - 永井大
チームキャプテン。ポイントガード。東京都出身。愛称はウツ。チームメイトから信頼されており、常にバスケのことを考えている。ファンも多く、容姿が良いのに恋人がいないため、男が好きなのではないかという噂が立ち周囲から勘違いされるが本人は否定した。バスケ以外の話題の会話は苦手としている。3年前から菜月にずっと片思いしていた為、新しい恋に踏み出せないでいた。最終話で菜月に告白し、交際を始める。
佐賀弘明〈25〉
演 - 石田剛規
シューティングガード。埼玉県出身。
ラリー・ブラウン〈25〉
演 - David M
センター。アメリカ出身。左目の視力が弱い。
西崎賢
演 - 阿部翔平
伊藤茂
演 - 藤山誠
遠藤勇二
演 - 松崎裕
JC ARCSの選手。
JC ARCSの選手
演 - 中村友也（東京アパッチ）、宮永雄太（東芝ブレイブサンダース）、西堂雅彦（トヨタ自動車アルバルク）

### JC ARCS関係者
足利国光〈50〉
演 - 小木茂光
チームの親会社・日本コンストラクション株式会社の部長で、JC ARCS監督。
春日部良夫〈26〉
演 - 金田哲（はんにゃ）
JC ARCSのチームマネージャー。
松山亮介〈30〉
演 - 川島章良（はんにゃ）
JC ARCSのトレーナー。
佐伯佳織〈25〉
演 - 綾那
JC ARCSの専属カメラマン。
三島祐輔〈30〉
演 - 前川泰之
JC ARCSの元選手で、2008 - 2009シーズン終了後に引退。出張でボストンに旅立った川崎の留守を預かる形で、アシスタントコーチに就任。現役時代は毎日1000本シュートを欠かさずやっていた。

### JC ARCS専属チアリーディングチーム「JC MINX」
金沢しおん〈20〉
演 - 小松彩夏
新人チアリーダーで菜月の後輩。普段は日本コンストラクション株式会社総務部勤務。実は腹黒い一面もあるらしい。
福井セイコ〈23〉
演 - 黒木晴香（KUROKI〔sherry〕）
チアリーダー。
チアリーダー
演 - 鈴木蛍（HOTARU〔当時sherry〕）、片岡春香（HARUKA〔sherry〕）、斉藤優子（YUKO〔当時sherry〕）、山本沙友里（SAYURI〔当時sherry〕）、KANAKO、MIMI、NAO、NAOMI、黒瀬法子、花田梢、双木奈央

### 上矢家
上矢真希子〈45〉
演 - 真矢みき（友情出演）
直輝の母でインテリア家具店の店長。夫と離婚後、女手一つで3人の子供を育てる。直輝の出場した試合を観戦すると負けるというジンクスがあった。
上矢優里〈17〉
演 - 大政絢
直輝の妹で高校3年生。彼氏と別れようか迷っている。
小牧雪乃〈25〉
演 - ちすん
直輝の姉。結婚して家を出ていたが、夫・祐介の浮気を疑ったことが原因で上矢家に帰ってくる。その後、祐介と和解し、夫の元へ戻った。
小牧祐介〈26〉
演 - 川端竜太
雪乃の夫（雪乃とは再婚）。前妻の飼っているヒマラヤンを預かったことが原因で、浮気を疑った雪乃と喧嘩していたが、のちに和解。莉子と麻衣のバイト先である書店の店長。

### その他の人物
小瀬陽一〈25〉
演 - 加藤慶祐
直輝の大学時代の同級生。JC ARCSのメンバーが集まるスポーツバーの店主。菜月の本当の姿を知っている数少ない人物。
草薙千尋〈17〉
演 - 大平奈津美
優里の友人。高校3年生。
秋田沙織〈17〉
演 - 杉本有美
優里の友人。高校3年生。宇都宮のファン。
五十嵐圭
演 - 本人役（当時トヨタ自動車アルバルク）
タイトルバックでトヨタ自動車アルバルクの選手たちとJC ARCSの対戦相手として出演。第2話以降はバスケットボール協力でクレジットされている。第9話ではハーツの選手役で出演。のちに妻となった本田朋子は後述の宮瀬茉祐子のフジテレビ時代の同僚にあたる。

### ゲスト

#### 第1話
中西晃〈39〉
演 - 鈴木一真（第5話）
バイオリニストで音楽プロデューサー。莉子にとっては恩師であり、憧れの存在でもある。女性ストリングスグループのオーディションに莉子を誘うが、そこで厳しい現実を突きつける。
おばあちゃん
演 - 小野敦子
バスの車内で直輝が席を譲った。
引っ越し業者・北尾〈40〉
演 - 越智俊光
莉子と麻衣の新居に向かう途中で道を間違え、通勤途中だった直輝に道を尋ねる。
渡邉拓馬
演 - 本人役（当時トヨタ自動車アルバルク）
JC ARCSの選手として出演。
リンク栃木ブレックス
2008 - 2009シーズン最終戦で、JC ARCSの対戦相手としてチームでの出演。
対戦相手の選手
演 - 青木康平、仲摩純平、城宝匡史（3名とも当時東京アパッチ）、Keith、POUL、Dawan
プレーオフ第2戦でJC ARCSと対戦。
JC ARCSのサポーター
演 - 三ヶ尻光孝（最終話）
リポーター
演 - 宮瀬茉祐子（当時フジテレビアナウンサー）（第4話）
実況
演 - 鈴木芳彦（当時フジテレビアナウンサー）（最終話）

#### 第2話
高岡智志〈22〉
演 - 南圭介
文京大学バスケットボール部。直輝の後輩。
ケイコ〈23〉
演 - 住吉怜奈
莉子と麻衣の音大時代の友人。
ケイコの夫〈40〉
演 - 西海健二郎
年上の医者。
教師
演 - 南波有沙（第7話）
ジュニアバスケットボールクリニックに参加した小学生たちの担任。
マサオ
演 - 松野太賀（第7話）
ヒナコ
演 - 重本愛瑠（第7話）
ジュニアバスケットボールクリニックに参加した小学生。
バイオリニスト
演 - 牧山純子
ピアニスト
演 - 佐山こうた
ベーシスト
演 - 岸徹至
莉子・麻衣・川崎・宇都宮が立ち寄ったライブハウスで演奏したミュージシャン。

#### 第3話
守口守〈7〉
演 - 武田勝斗（第5話・最終話）
修斗の息子。
男性
演 - 江藤純、河野真幸
公園に粗大ゴミを不法投棄したが、直輝の通報で逮捕される。

#### 第4話
柏崎正人〈32〉
演 - 平山浩行
川崎の大学時代の仲間。川崎が仲間内で堅めの女性を探す賭けをしていたことを莉子に話す。
JC ARCSのスポーツドクター
演 - 小野豊
少年
演 - 中村圭佑
ショッピングモールで走り回っていたところを直輝に注意される。その後、直輝から貰ったヒマワリの花（直輝が直接莉子に渡す予定だった）を莉子に渡す。
川崎のファン
演 - 佐伯聖羅、大森友実、外川美貴
スポーツフェスタ2009の来場者で、川崎と写真を撮ったり、握手をしている。
JC ARCSのチーム職員
演 - 植木圭
十文字アキラ
演 - 中岡創一（ロッチ）
スポーツフェスタ2009の来場者。

#### 第5話
守口留美
演 - 林希（最終話）
修斗の妻。二人目の子供を妊娠中だが、差し入れのスイカを手に、守とJC ARCSの合宿先にやってくる。その後、女の子を出産。
ヴィーナスストリングスのメンバー
演 - 清水美和、菅谷はつ乃、染谷夏子、米本沙矢
中西のプロデュースでCDデビューを果たすストリングスグループのメンバー。中西とともに音楽雑誌の特集記事に写真のみ登場。

#### 第6話
八尾隆介
演 - 升毅 （第7話・第9話・第10話・最終話）
莉子がアルバイトをしていた会員制バーの常連客。実は東都音楽財団の理事長で、莉子のさらなる奮起を促すために彼女の演奏を酷評した。莉子の可能性を見出し、バイオリン奏者の欠員の出た演奏会に莉子を起用。さらに財団が主催する東都ユースオーケストラに誘う。
川崎正哉
演 - 田村亮
川崎智哉の父。
川崎雅恵
演 - 朝加真由美
川崎智哉の母。
会員制バーのホステス
演 - 後藤はるか、沙織 （第7話）
スポーツバーのウェイトレス
演 - 宮永唯

#### 第7話
三上
演 - 八神蓮
与謝野
演 - 滝口幸広
男性
演 - 出口哲也、嶋田真（最終話）
直輝の文京大学バスケットボール部時代の仲間。卒業後はそれぞれ就職している。
医師
演 - 建部和美（第10話）
直輝の右足首を診察し、手術を薦める。

#### 第9話
白河晴美
演 - 手塚理美（第10話）
莉子の母。
白河光男
演 - 野村信次（第10話）
莉子の父。公務員で定年を翌年に控えている。
須賀川淳
演 - 岡本光太郎（第10話・最終話）
八尾の部下。
PBA開幕記者会見の司会
演 - 山中章子（フジテレビアナウンサー）

#### 第10話
指揮者
演 - 栗田博文（本人役）
演奏会の指揮者。
トレーナー
演 - 三谷悦代
演奏会に向けて莉子のバイオリン演奏に駄目出しし、徹底的に指導する。

#### 最終話
福山
演 - 竹財輝之助
東都ユースオーケストラの先輩チェリスト。
女性
演 - 中島奏
東都ユースオーケストラの事務員。
ヴォルフガング
演 - Bill.D
デビューコンサートの指揮者。直輝の応援に向かう莉子を送り出す。

## スタッフ
- 脚本 - 大森美香
- 音楽 - B.B.O.S.T feat. 日向敏文、佐橋佳幸、延近輝之、牧山純子（ポニーキャニオン）
- 主題歌 - B'z「イチブトゼンブ」（VERMILLION RECORDS）
- 挿入歌 - B'z「イチブトゼンブ -Ballad Version-」[5]（VERMILLION RECORDS）
B'zがデビュー21年目で初めて月9の主題歌を担当した。挿入歌の「Ballad Version」は製作スタッフ側の要請で製作された。
- 演出 - 永山耕三、西浦正記（FCC）
- 選曲 - 志田博英
- バスケットボール指導 - 半田圭史
- チアダンス指導 - 伊井麻実子
- ヴァイオリン指導 - 内山ふみ
- フルート指導 - 野口マリ子
- 協力 - JBL、bjリーグ
- プロデューサー - 中野利幸
- 制作 - フジテレビドラマ制作センター

## 評価
2019年7月に行われ、300人が投票に参加した「北川景子の歴代出演ドラマ人気ランキング」では、『謎解きはディナーのあとで』や『HERO 第2シリーズ』らを凌ぎ1位を獲得した。

## 放送日程
| 話数                                                           | 放送日        | サブタイトル                                         | 演出     | 視聴率 | 備考     |
| -------------------------------------------------------------- | ------------- | ---------------------------------------------------- | -------- | ------ | -------- |
| 第1話                                                          | 2009年7月13日 | 恋は人を強くする!! 崖っぷちヒーロー始動!! 初回特別編 | 永山耕三 | 15.5%  | 30分拡大 |
| 第2話                                                          | 2009年7月20日 | 夏の恋が始まる!!                                     | 永山耕三 | 13.5%  | -        |
| 第3話                                                          | 2009年7月27日 | 二人の秘密                                           | 西浦正記 | 14.0%  | -        |
| 第4話                                                          | 2009年8月03日 | 衝撃の夜                                             | 西浦正記 | 14.1%  | -        |
| 第5話                                                          | 2009年8月10日 | 君の涙                                               | 永山耕三 | 13.5%  | -        |
| 第6話                                                          | 2009年8月17日 | 約束                                                 | 永山耕三 | 13.8%  | -        |
| 第7話                                                          | 2009年8月24日 | 15分拡大SP!! ……離さない                              | 西浦正記 | 13.5%  | 15分拡大 |
| 第8話                                                          | 2009年8月31日 | 行かないで                                           | 西浦正記 | 17.5%  | -        |
| 第9話                                                          | 2009年9月07日 | 引き裂かれた絆                                       | 永山耕三 | 15.0%  | -        |
| 第10話                                                         | 2009年9月14日 | 最終章・別れ                                         | 西浦正記 | 13.7%  | -        |
| 最終話                                                         | 2009年9月21日 | 最終回拡大75分SP完結編!! ……旅立ち                    | 永山耕三 | 13.8%  | 15分拡大 |
| 平均視聴率 14.4%（視聴率はビデオリサーチ調べ、関東地区・世帯） |               |                                                      |          |        |          |

## スピンオフ『SHOWER BEAT』
- フジテレビ On Demandから配信されているショートドラマ。JC ARCSの練習用体育館内にあるロッカールームで毎回テーマに基づき男の本音を語り合う。

| 話数 | 配信開始日    | タイトル                                     |
| ---- | ------------- | -------------------------------------------- |
| #1   | 2009年7月13日 | 男のデコデコ長文メール                       |
| #2   | 2009年7月20日 | 男ってバカだよね・女の手料理に気をつけろ     |
| #3   | 2009年7月27日 | 名は何をあらわす?                            |
| #4   | 2009年8月03日 | 男と女は友情?恋愛?                           |
| #5   | 2009年8月10日 | キス発見                                     |
| #6   | 2009年8月17日 | 友達を越える瞬間?                            |
| #7   | 2009年8月24日 | 男のプレゼントはマトリョーシカ!              |
| #8   | 2009年8月31日 | ラブ・スティーラー!〜恋のボールを掠め取れ!〜 |
| #9   | 2009年9月07日 | 未公開チンプレー                             |
| #10  | 2009年9月14日 | 気になる! ウツさんの好きな人!                |
| #11  | 2009年9月21日 | 最終回                                       |

### スタッフ
- 演出 - 並木道子
- プロデュース - 中野利幸、西田久美子
- 制作 - フジテレビドラマ制作センター

## DVD
- ブザー・ビート〜崖っぷちのヒーロー〜DVD-BOX（2010年1月6日発売）

## 受賞歴
- 第62回ザテレビジョンドラマアカデミー賞 最優秀作品賞[7][8]
- 第13回 日刊スポーツ・ドラマグランプリ 09年度・夏ドラマ 作品賞、主演男優賞（山下智久）、主演女優賞（北川景子）[要出典]

## その他
- ローソンからタイアップ商品として「ブザー・ビートバスケパン」が数量限定で発売された。カスタードクリームとホイップクリーム入り。劇中にもこのパンが登場した。
- 第7話は月9枠では『CHANGE』以来となる、初回と最終回以外の回での拡大放送を行った。